# NTW 20
L'NTW 20 è un fucile di precisione anti-materiale sudafricano in calibro 20 × 82 mm (con possibilità di utilizzo del calibro 14,5 mm e 20 × 110 mm mediante sostituzione della canna e dell'otturatore) prodotto  dall'industria della difesa sudafricana Denel e progettato nel 1990 da Tony Neophytou.
L'uso è principalmente anti-materiale, come velivoli parcheggiati, veicoli leggeri, posizioni fortificate ecc. con una varietà di munizioni.
Il fucile NTW 20 si riferisce all'arma in calibro 20 × 82 mm, quella in 20 × 110 mm si chiama NTW 20X110 e quella in 14,5 × 114 mm NTW 14.5.